# 黄色い花の紅
『黄色い花の紅』（きいろいはなのあか）は、アサウラによる日本のライトノベル。イラストはbouが担当。スーパーダッシュ文庫（集英社）より2006年9月に刊行された。第5回スーパーダッシュ小説新人賞大賞受賞作。

## ストーリー
自衛手段として銃の所持が認められた現代日本。工藤商会の白石奈美恵は府津羅組の依頼を受けて、組長の令嬢の紅花を救助に向かう。どうにか紅花を保護して事務所に匿わせる奈美恵たちだが、激しい敵の追及で奈美恵は重傷を負ってしまう。さらに紅花の専属護衛が裏切りを図り、全て自らが招いた事態であることに心を痛めた紅花は、自らも力を求めようと、銃を手にすることを選んだ。

## 登場人物

### 府津羅組
府津羅 紅花（ふつら べにばな）
府津羅組組長の一人娘。組の抗争に巻き込まれたことで工藤商会に保護される。これまで守られるだけだったが、奈美恵の怪我などをきっかけに事態が全て自分の責任であることを痛感し、自らの弱さを克服したい思いで銃を持って戦う道を選ぶ。使用銃器はブローニング・ハイパワー。
府津羅 庵治（ふつら あんじ）
府津羅組の組長。
長田（おさだ）
紅花の専属護衛。紅花の護衛という今の仕事に不満を覚え、敵と内通して裏切り行為を果たす。

### 工藤商会
白石 奈美恵（しらいし なみえ）
工藤商会の社員。現在は事務職だが元々は前線に立っており、必要時には自らも動いている。紅花を可愛がっており、純粋に守りたいという感情で護衛につくが、敵との戦いで重傷を負ってしまう。使用銃器はブローニング・ハイパワー。
黒田 正玄（くろた まさはる）
工藤商会の副社長。社長の工藤が不在がちのため、会社の運営を実質的に担っている。常に冷静な性格。力を求める紅花に、銃で戦う手段を教える。グロック愛好のシグ嫌い。
工藤 暁翠（くどう ばんすい）
工藤商会の社長。海外放浪する癖がある。マグナム二挺拳銃といった豪快な戦闘手段を好み、その戦いぶりは敵のみならず味方をも戦々恐々させる。作中では、デザートイーグルとS&W M500を使用。
河合 透佳（かわい とうか）
工藤商会の事務職。原因不明の虚弱体質のために入退院を繰り返している。
山吹（やまぶき）
工藤商会の社員。金髪。愛銃がベレッタで、愛車がアルファロメオと、イタリア製の物を好んでいる。童貞らしい。
碧山（へきやま）
工藤商会の社員。地方訛の口調で話す。どうしようもない言動で、奈美恵たちから「馬鹿」扱いされている。スターム・ルガーの銃を愛用する。

### 警察関係者
中島 紫炳（なかじま しへい）
刑事職ではあるが、警察における非合法業務を担当している。黒田とは取引関係で、かつ犬猿の仲。シグ愛好者でグロック嫌い。

### 敵対勢力
仮面の男
出自不明の人物。フルフェイスの強固なボディーアーマーを着こみ、圧倒的な力量で奈美恵たちに襲いかかった。

### その他
星（ほし）
工藤商会が事務所として借りているビルのオーナーで、そのビルの1階でガンショップを営んでいる。
関山 あづみ（せきやま あづみ）
奈美恵の学生時代の友人。過去の奈美恵を知る数少ない人物。現在は結婚して、夫と和風居酒屋を営んでいる。
碧山の妹
下の名前は不明。デザイナー系の学校に通っているらしく、紅花を相手に服装のコーディネイトをして楽しんでいる。

## 既刊一覧
- アサウラ（著） / bou（イラスト） 『黄色い花の紅』 集英社〈スーパーダッシュ文庫〉、2006年9月22日発売[2]、ISBN 4-08-630316-7